# 1765
1765 (MDCCLXV) fue un año común comenzado en martes según el calendario gregoriano.

## Acontecimientos
- 7 de febrero: Horace Walpole publica El castillo de Otranto, la primera novela gótica de la literatura universal.
- 23 de febrero: en Inglaterra, el químico y físico británico Henry Cavendish descubre el hidrógeno, al que denomina «aire inflamable» y con ello, determina la composición de la atmósfera.
- 22 de marzo: Estados Unidos - Fuerte tensión entre Gran Bretaña y sus colonias americanas por el voto de la Stamp Act (Ley del Timbre) que aplica un impuesto sobre documentos jurídicos y oficiales, pólizas de seguros, juegos de dados, publicaciones tales como periódicos y libros, etc. Este intento del Ministerio de Finanzas británico de someter a los norteamericanos al impuesto directo, provoca la protesta de las colonias. Las colonias del norte, las más afectadas, toman la cabeza de un movimiento de oposición a las decisiones de la metrópoli y consiguen atraer a la causa al conjunto de colonias. Pitt el Viejo y Burke consiguen la abolición de dicha ley.
- 2, 3 y 4 de junio: en la actual Guatemala, el primer asentamiento de la ciudad de Chiquimula es destruido por un violento huracán y varios temblores de tierra, conocidos como Terremotos de la Santísima Trinidad, que provocan deslaves e inundaciones.[1]
- España: desde Madrid, el rey Carlos III da la orden de colonizar California.

## Ciencia y tecnología
- Osbeck describe por primera vez el delfín indopacífico de dorso giboso (Sousa chinensis).

## Nacimientos
- 2 de enero: Richard Westall, pintor británico (f. 1836).
- 1 de febrero: Charles Hatchett, químico británico (f. 1847)
- 7 de marzo: Joseph Nicéphore Niépce, inventor francés (f. 1833).
- 6 de abril: Carlos Félix de Saboya, rey sardo (1821-1831) (f. 1831)
- 9 de abril: Antonio Nariño, precursor de la independencia colombiana (f. 1823)
- 22 de agosto: Carl Ludwig Willdenow, botánico alemán (f. 1812).
- 18 de septiembre: Gregorio XVI, papa de la Iglesia católica entre 1831 y 1846 (f. 1846)
- 30 de septiembre: José María Morelos, militar independentista mexicano (f. 1815)
- 8 de noviembre: Martín Fernández de Navarrete, marino, escritor e historiador español (f. 1844)
- 14 de noviembre: Robert Fulton, ingeniero e inventor estadounidense (f. 1815).
- 8 de diciembre: Eli Whitney, inventor y fabricante estadounidense (f. 1825).
- John Addison, compositor y contrabajista londinense (f. 1844).
- Piotr Bagration, militar ruso (f. 1812).
- Eulalia Pérez de Guillén Mariné, partera, mayordoma y supercentenaria mexicana (f. 1878).
- James Smithson, químico y mineralogista británico (f. 1829).

## Fallecimientos
- 17 de mayo: Alexis Claude Clairaut, matemático y astrónomo francés (n. 1713).
- 18 de agosto: Francisco I, emperador del Sacro Imperio Romano Germánico (n. 1708).
- 21 de octubre: Giovanni Pannini, arquitecto y paisajista italiano (n. 1691).